# Ушлік
Ушлік (Уч-Еліг, Очірліг) (бл. 668 — 708) — 1-й володар Тюргеського каганату в 699—708 роках. В китайських джерелах відомий як Уджиле.

## Життєпис
Походив з одного з кланів племені тюргешів, члена племінного союзу дулу. На той час тюргеши з 657 року після підкорення Західнотюркського каганату імперією Тан стали фактично незалежними, номінально визнаючи владу тюркських сінсіван-каганів, яким були підвладні племена дулу. Приблизно в 680-х роках Ушлік став одним з ханів тюргешів. За деякими згадками був прихильником маніхейства.
693 року Хушело-шад зумів об'єднати більшість тюркських володінь, від якого Ушлік отримав титул бага-тархан. Але Хушело-шад, як представник племен нушібі став утискати племена дулу. В свою чергу Ушлік став привертати на свій бік невдоволених. Незабаром мав уже 20 підлеглих йому ханів. Починає протистояння з Кангарським плем'яним союзом.
У 699 році скориставшись виступом Ашини Туйцзі проти китайської влади, Ушлік повстав, зайняв місто Суяб, давню столицю Тюркського каганату, де оголосив про утворення Тюргеського каганату. Невдовзі завдав поразки Хушело-шаду, який мусив відмовитися від влади над тюргешами. За цим відправив сина Чжену (китайський варіант написання імені) до імператриці У Цзетянь, яка прихильно прийняла того. Ймовірно, призначений допомагати тюрксько-танським намісникам в Согдіані і Тохаристані протистояти арабським вторгненням. Укладає союз з согдійськими князівствами.
З метою зміцнення влади та держави провів адміністративну реформу, поділивши всю територію каганату на 20 областей (тутук). Кожний тутук мав виставити 7 тис. вояків та сплачувати певну данину.
705 року в битвах біля Пайкенду і Бухари завдав поразки арабському валі Кутайбі бін Мусліму. Лише розбіжності між тюргешами і согдійцями дозволили арабам відступити і уникнути повного розгрому. В результаті того ж року согдійське князівство Бадгіс було підкорене арабами.
В 706 році Ушлік отримав танський титул хуайде цзюньван, що сприймалося як визнання самостійного статусу кагана. Втім того ж року не зміг завадити Кутайбу захопити Пайкенд. 707 року почалася війна з арабами за Бухарську оазу. Помер каган 708 року під час перемовин з танським послом Го Юаньчженєм, отримавши посмертно від танського уряду титул Сіхе-джуньвана. Йому спадкував син Соге.